# Zariovo (Adiguesia)
Zariovo (del ruso: Зарëво) es un pueblo (posiólok) del raión de Shovguénovski en la república de Adiguesia de Rusia. Está situado 13 km al oeste de Jakurinojabl y 43 km al norte de Maikop, la capital de la república. Tenía 1 027 habitantes en 2010.
Es centro administrativo del municipio Zarióvskoye, al que pertenecen asimismo Vesioli, Doroshenko, Zadunayevski, Kelemetov, Leiboabazov, Mijáilov, Novorusov, Ulski y Chernyshov.

## Historia
En el área del municipio se hallan varios kurganes que encierran sepelios de la cultura de Maikop. A finales del siglo XIX y principios del siglo XX, el arqueólogo Nikolái Veselovski condujo las excavaciones de varios kurganes en Chernyshov. En tiempos más recientes, la expedición arqueológica de A. M. Leskov, K. A. Dneprovski y T. A. Gabuyev a instancias del Museo Estatal de los Pueblos del Este, realizó excavaciones en la década de 1980 en el área de Chernyshov y Dukmasov. En la mayor parte de túmulos se hallaron sepulcros de la cultura de las catacumbas y de la cultura del Cáucaso Norte. En 1988 se abrió en Doroshenko el túmulo Uashjitu-I, que encerraba un entierro de la cultura de Maikop en el que se hallaron restos de una carroza. Entre 1987 y 1988 se investigó el yacimiento de Sereguinskoye, entre Chernyshov y Ulski con restos de la Edad del Bronce temprana y de época meótida. Años antes, en 1982, se había excavado el último de los 11 kurganes de Ulski que habían sido investigados en las excavaciones de 1889, 1908 y 1909, que reveló restos del siglo VI a. C.. Otras investigaciones en el área de Chernyshov descubrieron restos de época meota-sármata (primeros siglos d. C.). En el siglo IV, la presión goda en la zona costera hizo trasladarse a estos pueblos a la zona alta del curso del río Labá. Entre ese siglo y el X los pueblos antepasados de los adigué comerciaban activamente con Crimea, Bizancio, los eslavos de la zona del Dniéper, los jázaros y la región iraní. Entre los siglos IX y XIII-XIV en estas tierras habitaron los kasogui, una de las uniones de las tribus adigué.
A mediados del siglo XIII, durante el sometimiento a la Horda de Oro, se forma un sentimiento de identidad adigué, alrededor de un principado con centro en Maikop registrado en los anales bizantinos, Minilia. Los mongoles someterían la región tras sus primeras expediciones en 1222 y 1237 y la de Nogai Kan en 1277. Con permiso de los mongoles, los genoveses fundaron sus colonias en la costa circasiana desde 1266 (fundaron 39 colonias entre las actuales Azov y Sujumi, como Tamán --Matrega-, Slaviansk-na-Kubani -Kopa- y Anapa -Mapa. A partir del gobierno de Uzbeg Kan, criado en la región la presencia mongola se profundizó.
Las expediciones de los tártaros de Crimea en estas tierras se inician en el siglo XVI. Con el sometimiento del Janato de Crimea al Imperio ruso en 1783, la región pasa al control ruso. A finales del siglo XVIII viven en la región nogayos, afianzados entre los cursos del río Kubán y del Labá (y en la orilla izquierda de este río). El área del raión de Shovgénovski estaba ocupada por aules majoshevtsy y temirgoyevtsy. Tras vencer a los nogayos en Kremenchuk Nekrásovskaya, Aleksandr Suvórov derrotó a la última resistencia nogaya en Saryshiguer, entre los actuales Vesioli y Pshizov.
Estas tierras fueron sometidas por el Imperio ruso durante la guerra del Cáucaso, al asegurarse progresivamente los avances rusos en la zona con un sistema de líneas defensivas a cargo de Grigori Zas, que partiendo del curso del río Kubán, se extendió por los cursos del río Kubán y río Bélaya. Asimismo se construyeron fuertes en 1862 en el río Griaznuja (Dzhigitski, Chernyshov) y el río Guiagá (Krásnaya Bashnia, Mokronazárov; Nizhneguiaguinski, Órejov). Con la uniformización del sistema administrativo territorial en 1888 el área pasa a ser parte del otdel de Labinsk y, a partir de 1891, del otdel de Maikop.
Tras la llegada del poder soviético, el territorio del actual municipio formó parte de diversos selsoviets del distrito del Fars (1922-1924), Jakurinojabl (1924) y Shovguénovski del Óblast Autónomo Adigués. La región fue ocupada por las tropas de la Wehrmacht de la Alemania Nazi entre el 9 de agosto de 1942 y el 4 de febrero de 1943. Por decreto del Soviet Supremo de la RSFS de Rusia se registraron las localidades de Zariovo (sobre la base del anterior sovjós Zariá) y Ulski el 26 de abril de 1963. En 1967 el jútor Novorudenko es agregado a Zariovo y se le designó como cabeza del municipio.